# Гусейнов, Ровшан Мамедович
Ровшан Мамедович Гусейнов (азерб. Rövşən Məmməd oğlu Hüseynov; род. 17 декабря 1975, Ехегнадзор) — азербайджанский боксёр, представитель нескольких весовых категорий от наилегчайшей до лёгкой. Выступал за сборную Азербайджана по боксу в период 1992—2004 годов, чемпион Европы, победитель и призёр многих турниров международного значения, участник летних Олимпийских игр в Афинах. Также известен как спортивный функционер и рефери.

## Биография
Ровшан Гусейнов родился 17 декабря 1975 года в городе Ехегнадзор Армянской ССР. Переехав на постоянное жительство в Баку, проходил подготовку в местном «Динамо» под руководством известного тренера Рауфа Джаббарова. Принимал участие в юниорских первенствах СССР по боксу.
Дебютировал на международной арене в сезоне 1992 года, когда вошёл в состав азербайджанской национальной сборной и выступил на чемпионате мира среди юниоров в Монреале, где в зачёте наилегчайшей весовой категории сумел дойти до стадии четвертьфиналов — был остановлен кубинцем Лоренсо Арагоном.
В 1993 году одержал победу на юниорском чемпионате Европы в Салониках и на взрослом европейском первенстве в Бурсе. Долгое время оставался единственным азербайджанским чемпионом Европы по боксу (это достижение повторил Салман Ализаде лишь в 2011 году).
На Кубке мира 1994 года в Бангкоке завоевал золотую медаль в наилегчайшем весе, в частности в финале взял верх над представителем Таиланда Вичайрачаноном Хадпо.
В 1996 году на чемпионате Европы в Вайле уже в 1/8 финала проиграл украинцу Сергею Ковганко. Прошёл отбор на летние Олимпийские игры в Атланте, но затем попал в дорожно-транспортное происшествие и из-за полученных травм вынужден был отказаться от поездки на Игры.
В 1997 году отметился выступлением на Кубке Мухаммеда Али в Луисвилле, но попасть здесь в число призёров не смог.
Министерством молодёжи и спорта Азербайджана был включён в число лучших азербайджанских боксёров XX века.
В 2001 году стал бронзовым призёром международного турнира «Ахмет Джёмерт» в Стамбуле, уступив в полуфинале полулёгкого веса представителю Турции Рамазу Палиани. Побывал на чемпионате мира в Белфасте, но выбыл здесь из борьбы за медали уже в 1/16 финала.
Был лучшим на Кубке Анвара Чоудри 2002 года в Баку, занял первое место на «Ахмет Джёмерт».
В 2003 году выступил на Мемориале Странджи в Пловдиве и на мировом первенстве в Бангкоке.
На чемпионате Европы 2004 года в Пуле дошёл до четвертьфинала лёгкого веса, где был побеждён турком Сельчуком Айдыном. Позже добавил в послужной список серебряную награду, полученную на Мемориале Странджи в Пловдиве — в решающем финальном поединке его победил представитель Англии Амир Хан. Благодаря череде удачных выступлений удостоился права защищать честь страны на Олимпийских играх в Афинах — в категории до 60 кг благополучно прошёл первых двоих соперников по турнирной сетке, тогда как в третьем четвертьфинальном бою со счётом 11:23 потерпел поражение от титулованного кубинца Марио Кинделана, который в итоге и стал победителем этого олимпийского турнира. Сразу по окончании Олимпиады принял решение завершить спортивную карьеру.
За выдающиеся спортивные достижения удостоен почётного звания «Заслуженный мастер спорта Азербайджана», награждён орденом «Слава» и медалью «Прогресс».
Впоследствии работал в Федерации бокса Азербайджана, занимал должность вице-президента. Неоднократно принимал участие в турнирах по боксу в качестве рефери, имеет статус судьи международной категории.